# Le Vast
Le Vast és un municipi francès situat al departament de la Manche i a la regió de Normandia. L'any 2007 tenia 290 habitants.

## Demografia

### Població
El 2007 la població de fet de Le Vast era de 290 persones. Hi havia 128 famílies de les quals 28 eren unipersonals (16 homes vivint sols i 12 dones vivint soles), 56 parelles sense fills, 40 parelles amb fills i 4 famílies monoparentals amb fills.
La població ha evolucionat segons el següent gràfic:
Habitants censats

### Habitatges
El 2007 hi havia 204 habitatges, 125 eren l'habitatge principal de la família, 66 eren segones residències i 13 estaven desocupats. 197 eren cases i 2 eren apartaments. Dels 125 habitatges principals, 103 estaven ocupats pels seus propietaris i 22 estaven llogats i ocupats pels llogaters; 1 tenia una cambra, 8 en tenien dues, 23 en tenien tres, 34 en tenien quatre i 59 en tenien cinc o més. 109 habitatges disposaven pel capbaix d'una plaça de pàrquing. A 56 habitatges hi havia un automòbil i a 59 n'hi havia dos o més.

### Piràmide de població
La piràmide de població per edats i sexe el 2009 era:
| Homes | Edats   | Dones |
| ----- | ------- | ----- |
| 0     | 95 o +  | 0     |
| 0     | 90 a 94 | 0     |
| 0     | 85 a 89 | 0     |
| 4     | 80 a 84 | 0     |
| 8     | 75 a 79 | 4     |
| 0     | 70 a 74 | 12    |
| 20    | 65 a 69 | 0     |
| 16    | 60 a 64 | 12    |
| 8     | 55 a 59 | 12    |
| 20    | 50 a 54 | 8     |
| 16    | 45 a 49 | 12    |
| 8     | 40 a 44 | 4     |
| 12    | 35 a 39 | 8     |
| 8     | 30 a 34 | 0     |
| 8     | 25 a 29 | 8     |
| 4     | 20 a 24 | 8     |
| 12    | 15 a 19 | 4     |
| 4     | 10 a 14 | 0     |
| 4     | 5 a 9   | 8     |
| 8     | 0 a 4   | 0     |

## Economia
El 2007 la població en edat de treballar era de 176 persones, 115 eren actives i 61 eren inactives. De les 115 persones actives 111 estaven ocupades (57 homes i 54 dones) i 4 estaven aturades (2 homes i 2 dones). De les 61 persones inactives 33 estaven jubilades, 9 estaven estudiant i 19 estaven classificades com a «altres inactius».

### Ingressos
El 2009 a Le Vast hi havia 135 unitats fiscals que integraven 307 persones, la mediana anual d'ingressos fiscals per persona era de 16.477 €.

### Activitats econòmiques
Dels 11 establiments que hi havia el 2007, 2 eren d'empreses alimentàries, 4 d'empreses de construcció, 1 d'una empresa de comerç i reparació d'automòbils, 1 d'una empresa de transport, 1 d'una empresa d'hostatgeria i restauració, 1 d'una empresa immobiliària i 1 d'una empresa classificada com a «altres activitats de serveis».
Dels 6 establiments de servei als particulars que hi havia el 2009, 1 era una oficina de correu, 1 guixaire pintor, 1 fusteria, 1 lampisteria, 1 empresa de construcció i 1 restaurant.
Els 2 establiments comercials que hi havia el 2009 eren fleques.
L'any 2000 a Le Vast hi havia 25 explotacions agrícoles que ocupaven un total de 510 hectàrees.

## Poblacions més properes
El següent diagrama mostra les poblacions més properes.